# Franco Manes
Franco Manes (Aosta, 21 giugno 1963) è un politico italiano.

## Biografia
Nato ad Aosta, è residente a Doues. Dopo il diploma da geometra nel 1988 si laurea in Architettura presso l'Università degli Studi di Torino. Esercita la professione di architetto.
Sposato con Pia Maria Giovanna Bonfant, ha due figli.

## Attività politica
Nel 1990 inizia la propria attività politica come consigliere comunale e assessore di Doues per una lista civica centrista, venendo riconfermato nel 1995, nel 2000 e nel 2005.
Alle elezioni comunali del 2010 viene eletto sindaco di Doues senza incontrare concorrenti con un'affluenza dell'82,01%. Viene poi rieletto, sempre senza sfidanti, alle elezioni del 2015 e del 2020.
Dal 2015 è presidente del Consiglio permanente degli enti locali (CPEL) e del Consorzio degli enti locali (CELVA) della Valle d'Aosta
Alle elezioni politiche del 2022 è candidato alla Camera dei Deputati nel collegio uninominale Valle d'Aosta - 01 da indipendente per la coalizione autonomista-progressista Vallée d'Aoste - Autonomie Progrès Fédéralisme (comprendente Union Valdôtaine, Alliance Valdôtaine, Vallée d'Aoste Unie, Stella Alpina, Partito Democratico e Azione - Italia Viva), risultando eletto con il 38,63% davanti a Emily Marinella Rini del centrodestra (29,80%) e a Giovanni Girardini di La Reinassance Valdôtaine (11,90%). Si dimette dunque da sindaco di Doues; gli subentra Giorgio Abram.